# Trenčín
Trenčín  (allemand : Trentschin, hongrois : Trencsén, latin : Trentsinium / Trincinium) est un important centre urbain du nord-ouest de la Slovaquie, et la plus grande ville de la région de Trenčín, dont elle est la capitale. Située à environ 120 km de Bratislava, et voisine de la frontière avec la République tchèque, elle compte environ 54 500 habitants, faisant de la cité la huitième plus peuplée du pays.
De par son emplacement géographique stratégique, au centre de la région naturelle de Považie, et baignée par la rivière Váh, Trenčín fut, et reste de nos jours un important centre de commerce, d'économie, de culture, de mode ou de sport, ainsi qu'un pôle de transport, sa gare étant au croisement de plusieurs lignes régionales. La présence de contreforts rocheux en bordure de cité permis également la construction d'un château fort, désormais millénaire, qui domine la ville.
En décembre 2021, Trenčín fut choisie comme capitale européenne de la culture en 2026, aux côtés de la ville finlandaise d'Oulu,.

## Étymologie
La ville de Trenčín est mentionnée pour la première fois sur la carte du monde de Ptolémée, vers 150, sous le nom de Leukaristos (Λευκάριστος). Durant les guerres marcomanes, entre l'Empire romain et les Quades (peuple germanique), les Romains ont gravé une inscription sur un rocher désormais situé sous l'actuel château, en 179, sur lequel le lieu est mentionné sous le nom Laugaricio. Cette inscription fut pendant longtemps considérée comme la présence romaine connue la plus septentrionale en Europe centrale. Les premières mentions manuscrites de la ville datent du Moyen-Âge, respectivement de 1111 (Treinchen), ou de 1113 (Trenciniensis). Le nom de la cité est probablement dérivé d'un prénom, Trnka, signifiant Prunellier, auquel il fut adjoint un suffixe possessif -ín.

## Géographie

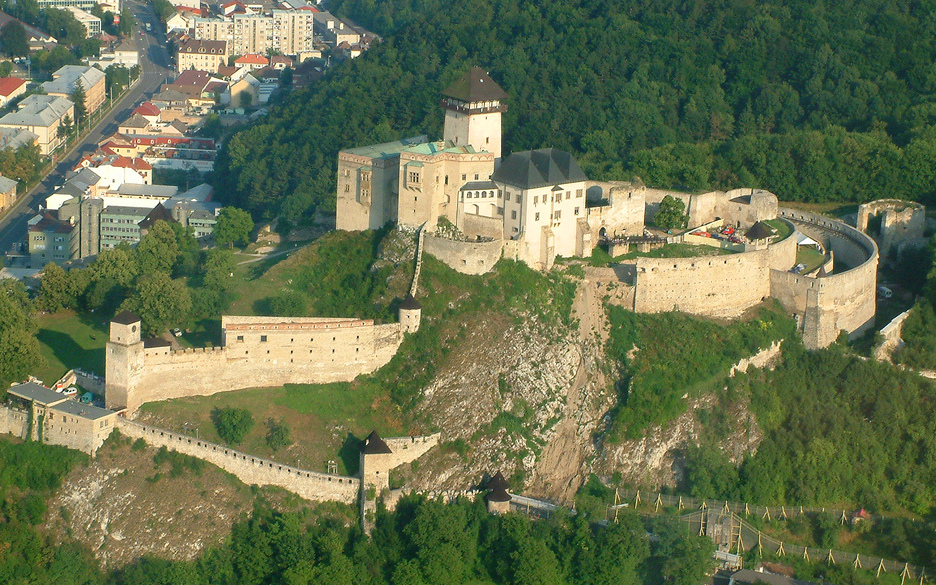
Vue sur le château, le centre-ville et les jardins Brezina.

Trenčín est une ville de l’ouest de la Slovaquie, sur le cours moyen de la Váh, encaissée entre les Carpates blanches au nord et à l'ouest, les monts de Strážov à l'est et les monts Považský Inovec (en) au sud. Au plan de la géomorphologie, la plus grande partie de la ville se trouve à fond de vallée Považské podolie (cs), bornée par le cirque de Trenčin (Trenčianska kotlina), qui s'étend en direction du sud-ouest, et le cirque d’Ilavská (Ilavská kotlina), en direction du nord-est. Il faut signaler le mont Kozí (alt. 363 m), un contrefort des monts de Strážov, où se trouvent aujourd’hui les jardins Brezina (sk). Il forme un étranglement de quelques centaines de mètres au milieu de la vallée et confère à la ville son plan inhabituel. Le centre-ville culmine à 211 m, sur la rive gauche du Váh.
Le canal Kočkovský rejoint le Váh un peu en amont du centre-ville, alors que plus à l'aval, le canal Biskupický s'en détache.
La frontière avec la République tchèque s'étire à quelque 20 km au nord-ouest de Trenčin, le long de la ligne de crête des Carpates blanches. La capitale Bratislava se trouve à 120 km de là ; l'autre métropole régionale, Žilina, se trouve à environ 80 km en aval. La ville est reliée à ces deux métropoles par l'autoroute D1 et la ligne de chemin de fer 120. La commune occupe une superficie d'environ 82 km2.
La ville de Trenčín est divisée en quatre quartiers principaux :
- Stred (Centre): Staré mesto (Vieille ville), Dolné mesto (Ville basse), Dlhé Hony, Noviny, Biskupice
- Juh (Sud): Juh I-III
- Sever (Nord): Sihoť I-IV, Opatová nad Váhom, Pod Sokolice, Kubrá, Kubrica
- Západ (Ouest): Zámostie, Kvetná, Istebník, Orechové, Zlatovce, Nové Zlatovce, Záblatie

### Climat
Trenčín se situe dans une zone tempérée, et possède un climat continental avec quatre saisons distinctes. On note une variation importante entre les saisons, les étés étant assez chauds, et les hivers froids et enneigés.
| Mois                              | jan. | fév. | mars | avril | mai  | juin | jui. | août | sep. | oct. | nov. | déc. | année |
| --------------------------------- | ---- | ---- | ---- | ----- | ---- | ---- | ---- | ---- | ---- | ---- | ---- | ---- | ----- |
| Température minimale moyenne (°C) | −4   | −3   | 0    | 4     | 9    | 12   | 14   | 14   | 10   | 6    | 2    | −2   | 5     |
| Température maximale moyenne (°C) | 2    | 4    | 10   | 16    | 21   | 24   | 26   | 26   | 21   | 15   | 7    | 3    | 15    |
| Précipitations (mm)               | 17,8 | 21,1 | 21,5 | 31,5  | 38,3 | 49   | 48,3 | 35,3 | 40,5 | 28,9 | 30,9 | 28,5 | 391,6 |

## Histoire

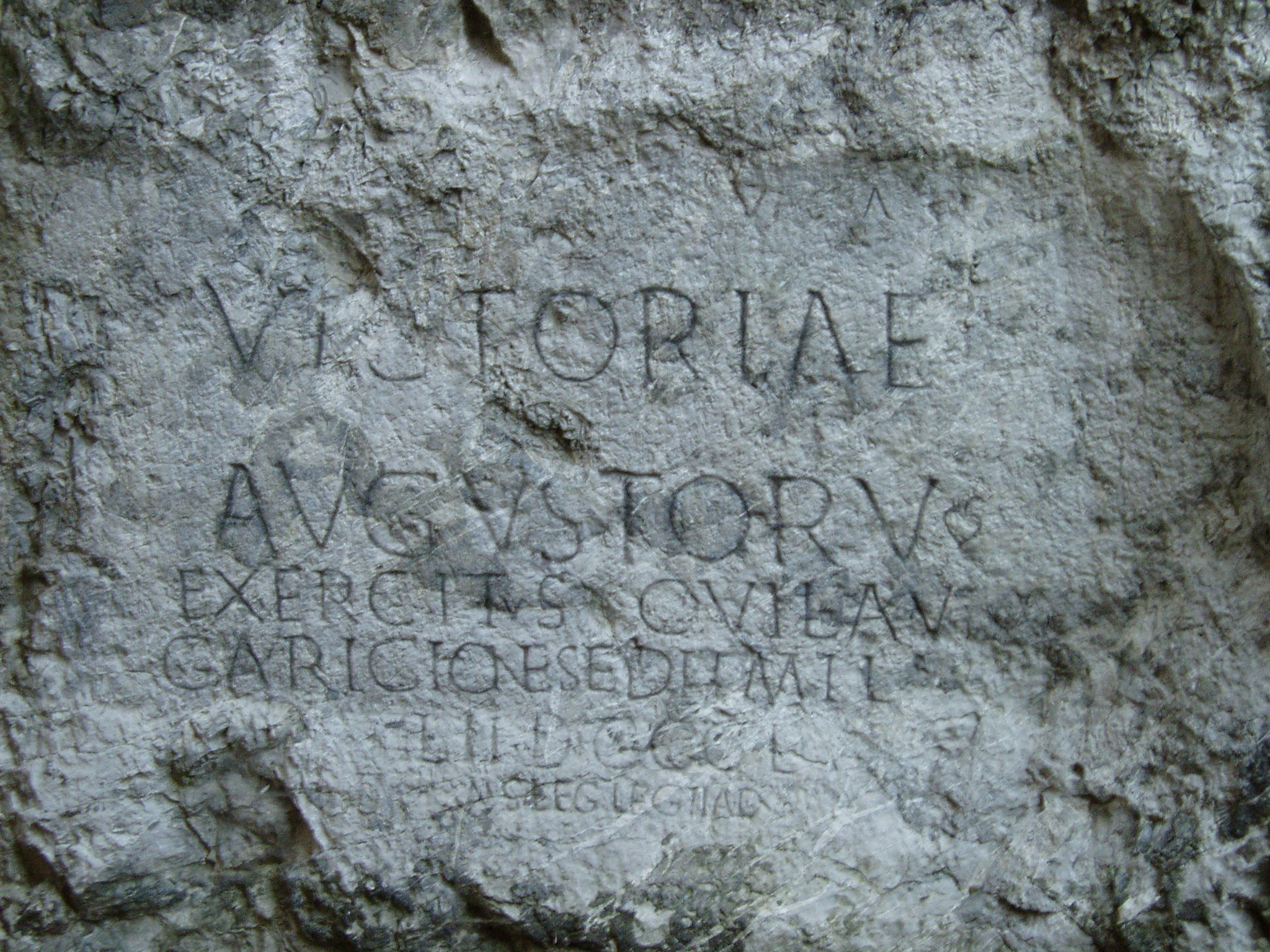
Inscription latine témoignant de l'installation d'un camp provisoire romain sous Marc Aurèle.

Trenčín a été peuplée par l'Homme dès l’Âge de la pierre, et a été habitée sans discontinuité depuis. Des vestiges néolithiques ont été mis au jour, caractéristiques de la culture de Maďarovce, de la culture lusacienne et de la culture de  Púchov (en). Ce village était l'une des étapes de la route de l'ambre. Aux IIe et Ier siècles av. J.-C., il s'y trouvait un oppidum celte, conquis au début de notre ère par des tribus germaniques, Quades et Marcomans. Une stèle romaine, découverte sur les versants du château de Trenčín, remonte à 179 de notre ère, et fut gravée au cours de la guerre qui, sous le règne de Marc Aurèle, mit aux prises l'Empire romain et les Quades (dans l'actuelle Slovaquie) ; la stèle positionna Trenčín comme le point le plus septentrional de l’avancée romaine en Europe centrale hors d'Allemagne, jusqu'à la découverte du fort romain de Mušov et des camps de marche d'Olomouc et de Hulín. Cette stèle permet de connaître le nom latin du camp romain, Laugaricio. Trenčín est appelé de son nom grec Leukaristos par Ptolémée (vers 150).
Vers la fin du IVe siècle, les « grandes invasions » bouleversèrent les conditions de vie. En 568, des Germains menés par Alboïn repassèrent le bassin des Carpates et se portèrent en Italie, laissant la place aux premiers arrivants Slaves. Des vestiges archéologiques des Ve et VIe siècles attestent en effet de leur présence dans la région.
À l'époque de la Grande-Moravie, Trenčín demeurait une ville importante. Avec la décadence de l'Empire morave, elle fut peu à peu absorbée par le royaume de Hongrie émergent ; ce qui fut chose faite à la fin du Xe siècle, plaçant la cité sous domination hongroise jusqu'en 1918. Au XIe siècle, le château devint la capitale du comitat de Trencsén, qui contrôlait la moyenne vallée de la Váh. Sa position stratégique en faisait la proie des ambitions des trois royaumes de Hongrie, de Pologne et de Bohême. Un assaut des princes de Bohême est mentionné dans un manuscrit de 1067, qui est aussi le premier document nommant le château.

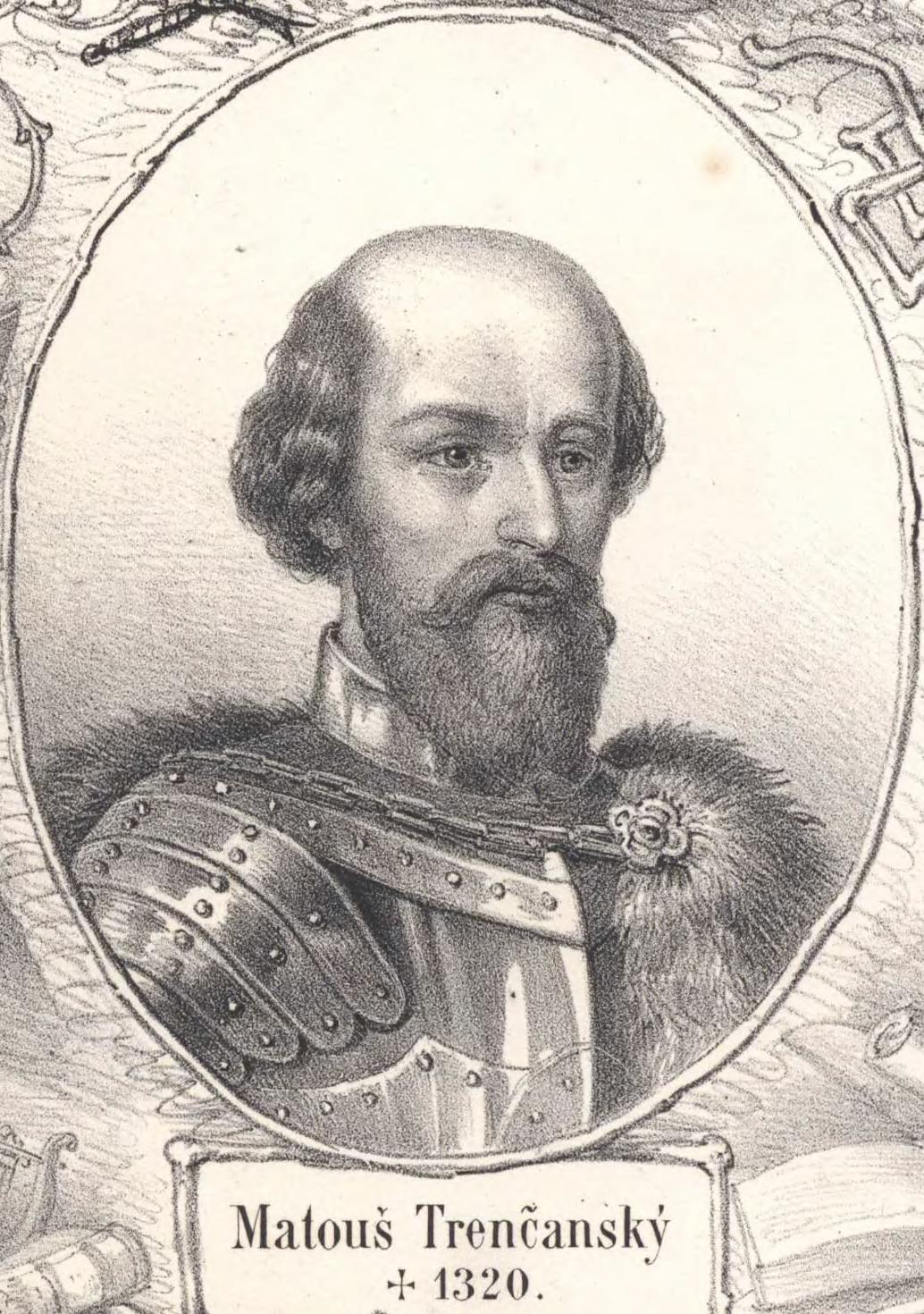
Máté Csák, potentat local du XIV.

La localité dépendant du château n'est citée que dans l’Acte de Zobor (1111) sous le nom de Treinchen : c'était un avant-poste surplombant la Váh. Elle a dû bénéficier d'un droit de marché dès le début du XIIIe siècle. En 1241, elle fut mise à sac par les invasions mongoles, mais les conquérants ne parvinrent cependant pas à s'emparer du château, étant l'un des rares en pierre du pays.
Lors de l'émiettement territorial qui s'ensuivit, Trenčín fut de 1302 à 1321 le château du seigneur hongrois Máté Csák, qui de là contrôla pendant plusieurs années la plus grande partie du territoire de l'actuelle Slovaquie. À la mort de Csák, la ville et son château furent repris par l'armée royale hongroise. Malgré ses prises de position passées, la ville bénéficia d'un nombre croissant de prérogatives économiques et juridiques au fil des décennies suivantes : ainsi en 1324, ses marchands étaient exemptés de payer aux octrois de tout le royaume de Hongrie ; en 1335, par le traité de Trenčín entre le roi de Hongrie Charles d’Anjou, le roi de Bohême Jean de Luxembourg, ainsi que le roi de Pologne Casimir le Grand, la Pologne renonçait « à jamais » à la Silésie au bénéfice du royaume de Bohême, amenant une paix durable. En 1370, l'ouverture d'une foire annuelle était agréée, et en 1380 les bourgeois obtenaient le privilège de la bière. Toutefois, ce n'est qu'en 1412 que le roi Sigismond de Luxembourg reconnut Trenčín comme ville libre d'Rmpire. À la fin du XVe siècle, la ville comptait quatorze corporations, et plusieurs commerces.

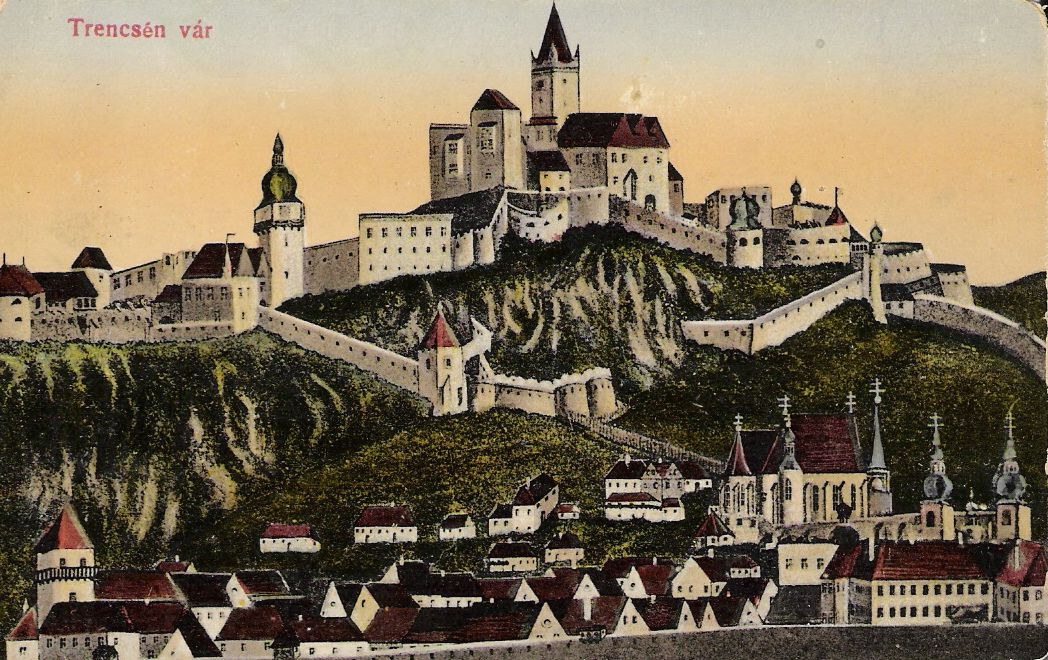
Trenčín et son château vers 1700.

Après la défaite des Hongrois à la bataille de Mohács (1526), la ville et son château se trouvent au cœur de la guerre de succession pour le trône de Hongrie : en 1528, une trahison permet à l'armée de Ferdinand Ier de s'emparer du château-fort, défendu par les princes de Zápolya alors que la Réforme a gagné toute la région. Presque un siècle plus tard, à l'issue de la bataille de la Montagne-Blanche (1620), les réfugiés hussites de Bohême viennent grossir la population. Malgré les campagnes militaires dévastatrices de 1599 et de 1663, ni les Turcs, ni leurs vassaux ne parviendront à s'emparer de Trenčín. La ville subit à plusieurs reprises les conséquences des soulèvements hongrois : ainsi le passage de l'armée d’Étienne II Bocskai en 1604, ou celle de Gabriel Bethlen en 1624. Quoiqu'elle se soit tenue à l'écart de l'insurrection d’Imre Thököly, Trenčín est en 1704 le théâtre des affrontements entre les armées de François II Rákóczi, qui contrôlent le pays, et l'armée impériale qui défend la forteresse. Le blocus des Kuruc dure quatre années. Dans l'intervalle, la famine frappe le pays, et le 14 mai 1708 un incendie ravage 195 maisons. Enfin le 3 août 1708, les insurgés se voient infliger une défaite décisive par l'armée impériale à la bataille de Trenčín (en), et doivent se replier. Cette période calamiteuse s'achève sur deux épidémies de peste, entre 1710 et 1715 : lors de la première, la ville perd près de 1 600 habitants, et seulement 222 lors de la seconde. Un second grand incendie, en 1790, frappe le centre-ville et le château, resté en ruines depuis lors. Au cours de la crue désastreuse d'août 1813, 44 perdent la vie.
Malgré la perte du statut de ville libre d'Empire et le reclassement comme ville du comitat de Trenčín, l'industrie commence à se développer dans la seconde moitié du XIXe siècle. La ligne du val du Váh s'arrêta d'abord (1879) au faubourg d'Istebník en rive droite du Váh ; mais quatre ans plus tard, la gare de Trenčín était inaugurée. De nouvelles lignes permirent le passage à travers le col de Vlára (sk) et la vallée de la Nitra. Entre 1880 et 1913, il s'établit successivement une distillerie, une menuiserie, une usine d'explosifs (qui devait fermer définitivement en 1918) et une filature. Par la suite, la ville se spécialisa dans les constructions mécaniques. En 1907 la ville était électrifiée. L’armée austro-hongroise y stationnait plusieurs unités : en 1914, c'était le 71e régiment d'infanterie hongrois « Galgótzy » et le 15e le 71e régiment d'infanterie « Honvéd ».[Quoi ?]
À la suite de la dissolution de l'empire d’Autriche-Hongrie, au début de novembre 1918, la ville fut occupée par l'armée tchécoslovaque (conformément aux stipulations du traité du Trianon). Devenue chef-lieu d'arrondissement (1923) dans l'entre-deux guerres, il se développa des industries textiles et agroalimentaires, cependant que la vocation stratégique et la tradition militaire de l'endroit se maintenait à l'initiative de la Première République tchécoslovaque puis de la République slovaque. Au cours de la seconde guerre mondiale, la population juive fut entièrement déportée, même les ressortissants de nationalité tchèque. La ville devint alors un siège important de la Gestapo et du Sicherheitsdienst. Entre soulèvement patriotique et la conquête par l’Armée rouge le 10 avril 1945, 69 résistants furent exécutés par la Gestapo.
Sous l'administration du Parti communiste, la ville connut une croissance démographique considérable et les faubourgs se couvrirent de barres d'immeubles. Une partie du centre historique disparut ainsi sous les coups des engins de terrassement. La renaissance du centre-ville commence en 1990, et depuis 1996 la ville a retrouvé sa fonction (perdue en 1940) de chef-lieu, au sein de la région de Trenčín.

## Démographie

### Évolution de la population
| Année:               | 1994.  | 2004.   | 2014.   | 2024.   |
| -------------------- | ------ | ------- | ------- | ------- |
| Nombre de personnes: | 58 347 | 56 850  | 55 857  | 54 130  |
| Différence:          |        | -2,56 % | -1,74 % | -3,09 % |

| Année:               | 2023.  | 2024.   |
| -------------------- | ------ | ------- |
| Nombre de personnes: | 54 065 | 54 130  |
| Différence:          |        | +0,12 % |

## Tourisme
La ville est dominée par le château de Trenčín, le troisième plus grand château de Slovaquie. Le château est divisé en une section supérieure et inférieure, avec d'importantes fortifications. La partie supérieure comporte plusieurs bâtiments qui entourent la tour médiévale centrale, qui reste le point culminant de la ville. En dessous du château, sur le flanc de la colline, se trouve l'ancienne église paroissiale et une petite place surplombant le centre, à laquelle on accède par des escaliers historiques couverts ainsi que par des rues secondaires sinueuses. La vieille ville possède une grande place principale, avec une grande église baroque et divers magasins, ainsi qu'une tour de ville. La synagogue de Trenčín, construite en 1913 est maintenant un centre culturel avec des expositions et des concerts.
Pohoda, le festival de musique le plus fréquenté de Slovaquie, est organisé à Trenčín depuis 1997. Depuis 2004, il se déroule sur l'aérodrome de Trenčín.

## Éducation
La ville de Trenčín abrite l'université publique Alexander Dubček, comptant environ 7 000 étudiants, dont une centaine de doctorants, ainsi que le collège privé de gestion de Trenčín, comptant environ 1 200 étudiants. La ville dispose de neuf écoles primaires publiques, et d'une école religieuse, scolarisant globalement 4 600 élèves. L'enseignement secondaire est lui réalisé par 5 gymnasium comptant environ 2 000 élèves, 5 lycées spécialisés et 6 écoles professionnelles, comptant environ 6 000 étudiants.

## Transports
La ville se situe à proximité immédiate de l'autoroute D1, axe majeur du pays et principale autoroute de Slovaquie. Plusieurs routes permettent également de relier la République tchèque, et notamment la ville de Brno. La gare de Trenčín est également un nœud ferroviaire important de la région, se situant sur la ligne reliant Bratislava à Žilina et Cassovie. D'autres petites lignes partent également de la ville, notamment vers Chynorany ou Velká nad Veličkou, à la frontière tchèque. Au niveau local, la cité dispose de plusieurs gares desservies par des services régionaux, ainsi que d'un réseau de bus municipal.
Trenčín possède également un aérodrome, toutefois celui-ci n'est pour le moment pas utilisé pour le transport commercial de voyageurs, l'aéroport international le plus proche étant celui de Bratislava.

## Jumelages
La ville de Trenčín est jumelée avec :
- Cran-Gevrier (France) ;
- Uherské Hradiště (Tchéquie) ;
- Zlín (Tchéquie) ;
- Tarnów (Pologne) ;
- Békéscsaba (Hongrie) ;
- Kragujevac (Serbie) ;
- Casalecchio di Reno (Italie).

## Célébrités
- Élisabeth Báthory, comtesse sanguinaire ;
- Máté Csák, noble du royaume de Hongrie ;
- Zdeno Chára, joueur de hockey sur glace ;
- Oliver von Dohnányi, chef d'orchestre ;
- Marián Gáborík, Miroslav Hlinka et Miroslav Kristin, joueurs de hockey sur glace ;
- Ján Svorada, coureur cycliste ;